# Tratado de Cades

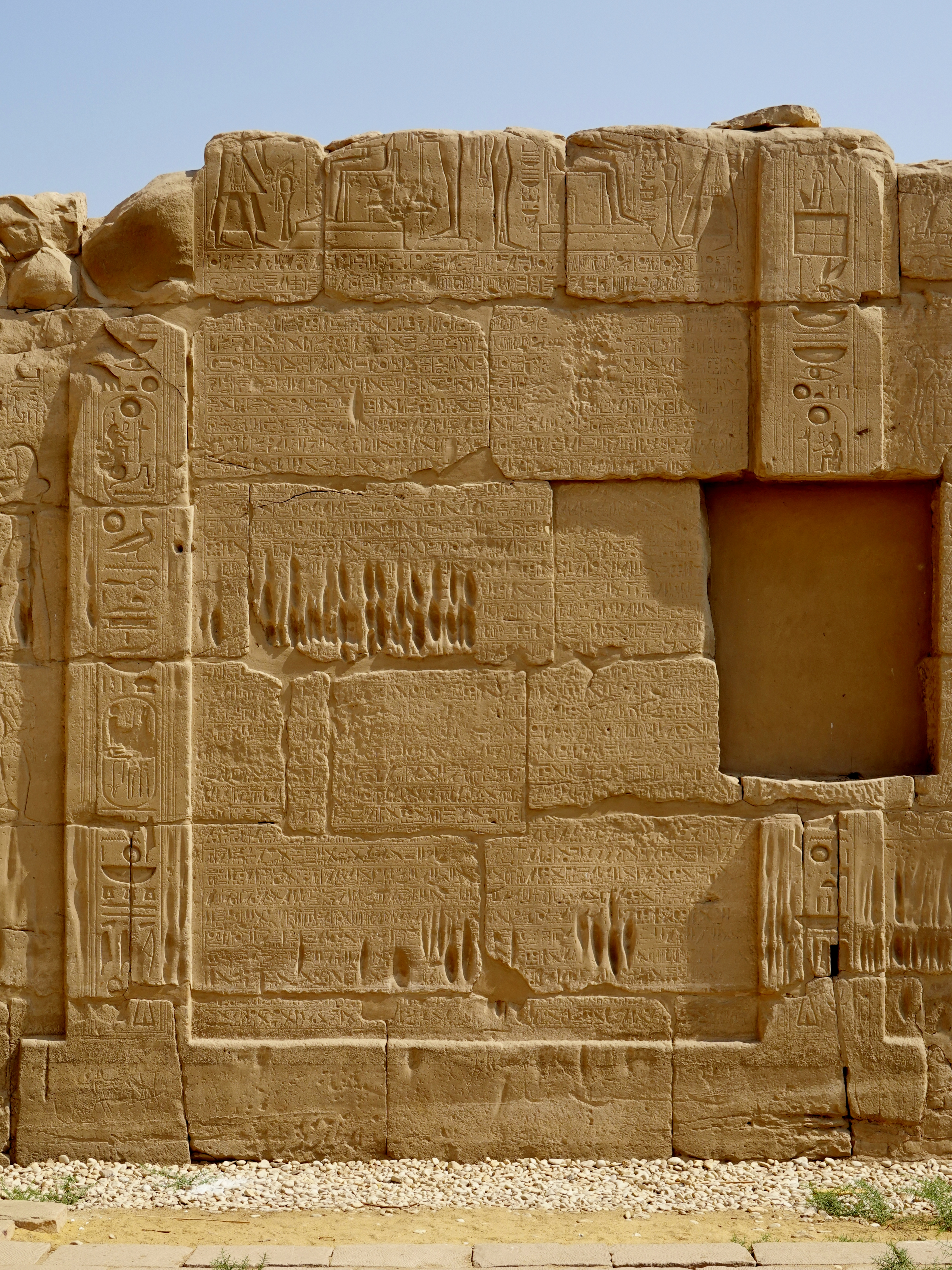
Texto ilustrado do tratado gravado numa parede no interior do complexo religioso de Carnaque, em Luxor, Egito

O Tratado Egípcio-Hitita, usualmente designado por Tratado de Cades ou de Cadexe, foi um tratado de paz celebrado entre o faraó egípcio Ramessés II e o rei hitita Hatusil III c. 1 259 a.C., que marcou o fim oficial das negociações entre as duas grandes potências do Médio Oriente da altura, que se seguiram aos conflitos armados de grandes proporções que culminaram na célebre batalha de Cades, travada 16 anos antes. O acordo tinha como objetivo o estabelecimento de relações pacíficas entre as duas partes.
É o acordo diplomático e tratado de paz mais antigo que se conhece no Médio Oriente e é frequentemente apontado como o mais antigo do mundo, embora isso não corresponda à realidade. Porém, é o tratado mais antigo do mundo que sobreviveu até aos nossos dias. A designação muito comum de Tratado de Cades está relacionada com a batalha homónima, mas os historiadores modernos consideram que aquela batalha não foi o catalisador da tentativa de paz, pois as relações entre os hititas e os egípcios continuaram a ser de inimigos durante muitos anos após aquele confronto.
Os termos do tratado foram escritos numa tabuleta de prata que foi oferecida a Ramessés II por diplomatas hititas e que foi perdida. O texto conhece-se pelas cópias contemporâneas existentes em paredes de templos egípcios em escrita hieroglífica e em tabuletas de barro no Império Hitita (atualmente território da Turquia). Um exemplar completo do tratado, atualmente em exposição no Museu Arqueológico de Istambul, foi descoberto em escavações arqueológicas nos grandes arquivos do palácio real da capital hitita, Hatusa. Os escribas que escreveram a versão egípcia do tratado que se encontra gravada nas paredes do templo mortuário de Ramessés II em Tebas, no Egito (atual Luxor), incluíram descrições de figuras e selos que constavam da tabuleta de prata hitita.

## Contexto
O tratado foi assinado para pôr termo a uma longa guerra entre os hititas e os egípcios, que lutaram durante mais de dois séculos pelo domínio dos territórios do Mediterrâneo Oriental. O conflito culminou com a tentativa de invasão egípcia em 1 274 a.C., que foi travada pelos hititas na cidade de Cades, nas margens do rio Orontes, a pouca distância da atual cidade síria de Homs. A batalha resultou em pesadas baixas em ambos os lados, apesar de não ter resultado numa derrota ou vitória clara para qualquer dos lados, quer na batalha quer na guerra, pelo que o conflito continuou inconclusivo durante cerca de quinze anos, até que o tratado foi assinado.
Apesar do nome comum de "Tratado de Cades", ele foi assinado muito depois da batalha e Cades, que nem sequer é mencionada no texto. Pensa-se que terá sido negociado por intermediários, sem que os dois monarcas tivessem chegado a encontrar-se pessoalmente. Ambos os lados tinham interesses comuns na paz — o Egito sofria da ameaça crescente dos "Povos do Mar", ao passo que os hititas estavam preocupados com o aumento do poder da Assíria, a leste. O tratado foi ratificado no 21º ano do reinado de Ramessés II (1 258 a.C.) e continuou em vigor até ao colapso do Império Hitita 80 anos depois.

### Antes de Ramessés II
As relações entre os egípcios e os hititas foram oficialmente iniciadas quando os últimos substituíram o reino de Mitani como potência governante no centro da Síria no século XIV a.C., o que criou tensões com os egípcios que se mantiveram elevadas até à conclusão do tratado quase cem anos depois. Durante a invasão e subsequente derrota de Mitani, os exércitos hititas penetraram na Síria e começaram a impor o seu domínio sobre os vassalos dos egípcios de Cades e Amurru. A perda desses territórios no norte da Síria nunca seria esquecida pelos faraós egípcios e as suas ações posteriores demonstraram que nunca reconheceram essa perda para o Império Hitita.
As tentativas do Egito para reconquistar os territórios perdidos durante o reinado de Aquenáton, comandadas por Seti I, o pai de Ramessés II, apesar de não terem sido muito bem sucedidas, resultaram em ganhos significativos. Já como faraó, Seti I derrotou os hititas numa batalha perto de Cades, numa campanha naquela cidade e em Amurru. No entanto, esses ganhos foram de curta duração, pois num tratado acordado pouco tempo depois Cades foi devolvida aos hititas por Seti. Essa breve reconquista de Seti marcaria o início duma guerra entre as duas potências que se arrastaria pelas duas décadas seguintes.

## Batalha de Cades

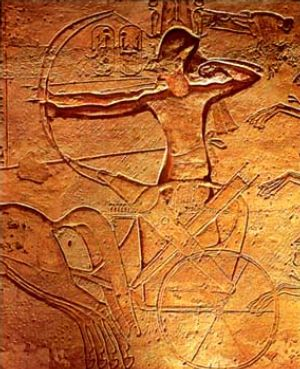
Representação em Abul-Simbel de Ramessés II combatendo na batalha de Cades

O que se sabe desta batalha deriva principalmente dos relatos literários egípcios conhecidos como o Boletim ou o Registo e o Poema, além de relevos pictóricos existentes no Ramesseum (o templo funerário de Ramessés II em Tebas). Infelizmente para os historiadores e outros estudiosos da batalha de Cades, os detalhes fornecidos por essas fontes são interpretações fortemente parciais dos eventos. Dado que Ramessés II tinha controlo total sobre os projetos de construção, estes eram usados com objetivos propagandísticos pelo faraó, que os usava para se vangloriar sobre a sua alegada vitória em Cades.
Apesar das incertezas, sabe-se que Ramessés marchou através da Síria com quatro divisões de tropas, tendo como objetivo acabar com a presença hitita na região e restaurar a «posição proeminente que ela tinha gozado sob Tutemés III». O rei hitita Muatal II reuniu um exército com os seus aliados para evitar a invasão do seu território. No sítio de Cades, Ramessés distanciou-se insensatamente do resto das suas forças e acampou junto à cidade, confiando em informações de espionagem pouco fiáveis, relativas à posição das forças hititas, fornecidas por um par de prisioneiros capturados. Os exércitos hititas, escondidos atrás da cidade, lançaram um ataque surpresa contra a divisão egípcia Amun, que rapidamente se dispersou. Apesar de Ramessés ter tentado reunir as suas tropas contra a carnificina provocada pelas bigas hititas, só a chegada de reforços de tropas de Amurru permitiu repelir o ataque hitita.
Apesar de os egípcios terem sobrevivido aos terríveis apuros em que se viram envolvidos em Cades, a batalha esteve longe de ser a esplêndida vitória apresentada por Ramessés, e o seu resultado foi um impasse no qual ambos os lados sofreram pesadas baixas. Depois de uma tentativa infrutífera de ganhar mais terreno no dia seguinte, Ramessés retirou para sul, para o Baixo Egito, vangloriando-se dos seus feitos pessoais durante a batalha de Cades. Apesar de tecnicamente ter ganho a batalha, Ramessés acabou por perder a guerra quando Muatal e o seu exército reconquistaram Amurru e ampliaram a zona tampão com o Egito em direção ao sul.

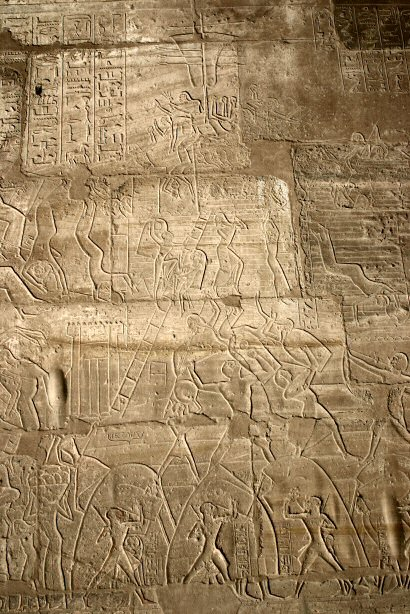
Representação e descrição do Dapur numa parede do Ramesseum

### Campanhas subsequentes de Ramessés II na Síria
Não obstante as derrotas sofridas durante a sua campanha de invasão da Síria, três anos depois, no quinto ano do seu reinado, Ramessés lançou outra campanha, desta vez com grande sucesso. Em vez de atacar a posição fortemente fortificada de Cades ou passar por Amurru, Ramessés tomou a cidade de Dapur com o objetivo de usar a cidade como cabeça de ponte para futuras campanhas. Depois dessa conquista, o exército egípcio voltou para o Egito e os territórios ganhos voltaram rapidamente ao controlo dos hititas.
No décimo ano do seu reinado, Ramessés lançou outro ataque às possessões hititas na Síria central e, mais uma vez, os territórios conquistados durante essa campanha voltaram rapidamente às mãos dos hititas após a retirada das forças egípcias. Esta campanha levou o faraó a reconhecer a impossibilidade de manter a Síria pelas armas e, por isso, entre o 11º e 17º anos do seu reinado não houve mais ações militares de grande envergadura contra os hititas. Este período é notável nas relações entre os hititas e os egípcios porque apesar das hostilidades entre as duas nações e das conquistas na Síria, Cades foi o último confronto militar direto oficial entre as duas potências. Alguns historiadores consideram que este período pode por isso ser considerado uma "guerra fria" entre Hati e o Egito.

## Descoberta dos exemplares do tratado
A versão egípcia do tratado de paz foi preservada numa estela no templo de Amon, em Carnaque e em cópias existentes nos templos de Luxor e Abidos. Jean-François Champollion copiou uma parte do texto em 1828 e publicou as suas descobertas em 1844. O texto egípcio descreve uma grande batalha contra o "Grande Rei de Hati", então uma figura desconhecida, cuja identificação posterior com o monarca hitita Muatal II foi confirmada por outras provas arqueológicas.
Em 1906–1908, o arqueólogo alemão Hugo Winckler escavou o sítio da capital hitita, Hatusa, situada no município atual de Boğazkale (antigamente Boğazköy), na província de Çorum, no centro-norte da Turquia, em conjunto com Theodore Makridi, o segundo diretor do Museu Arqueológico de Istambul. A equipa turco-alemã descobriu as ruínas dos arquivos reais onde encontraram 10 000 tabuletas de barro documentando as atividades diplomáticas dos hititas., entre as quais se encontravam três com o texto do tratado escrito em acádio, a língua franca desse tempo. Winckler percebeu imediatamente a importância da descoberta:
| “ | [...] uma tabuleta maravilhosamente bem preservada que imediatamente prometeu ser significante. Um relance sobre ela e todas as realizações da minha vida tornaram-se insignificantes. Aqui estava — aquilo que eu poderia chamar por brincadeira um presente das fadas. Aqui estava: Ramessés escrevendo a Hatusil III acerca do seu tratado conjunto [...] a confirmação de que o famoso tratado que conhecemos da versão gravada nas paredes do templo em Carnaque podiam também ser vistas do outro lado. Ramessés é identificado pelos seus títulos reais e genealogia, exatamente como no texto de Carnaque do tratado; Hatusil é descrito da mesma forma — o conteúdo é idêntico, palavra por palavra em partes da versão egípcia [e] escrito em belo cuneiforme e excelente babilónio [...] Como [aconteceu] com a história do povo de Hati, o nome deste lugar foi completamente esquecido. Mas o povo de Hati teve evidentemente um papel importante na evolução do mundo ocidental, e embora o nome desta cidade, e o nome do povo tivessem sido totalmente esquecidos durante tanto tempo, a sua redescoberta agora abre possibilidades que ainda não conseguimos imaginar. | ” |
|   | — Hugo Winckler. |   |

Duas das tabuletas estão atualmente em exposição na secção do Oriente dos Museus Arqueológicos de Istambul. A terceira está exposta nos Museus Estatais de Berlim. Uma cópia do tratado está exposta em posição de destaque numa parede da Sede das Nações Unidas em Nova Iorque.

## Texto
A primeira tradução da versão do tratado em acádio foi publicada em 1916 por E.F. Weidner. É o único tratado antigo do Próximo Oriente do qual sobreviveram as versões de ambos os signatários, o que permite a sua comparação direta. Foi estruturado de forma a ser um tratado quase inteiramente simétrico, tratando igualitariamente ambos os lados e requerendo obrigações mútuas. Há algumas diferenças entre as duas versões — por exemplo, a versão hitita adota um preâmbulo algo evasivo, declarando que «no que se refere ao relacionamento entre a terra do Egito e a terra de Hati, desde a eternidade que o deus não permite a realização de hostilidade entre eles devido a um tratado válido para sempre»; em contraste com a versão egípcia que afirma de forma direta que os dois estados tinham estado em guerra.
O tratado proclama que no futuro ambos os lados ficariam em paz para sempre, comprometendo os filhos e netos de ambas as partes. Não cometeriam atos de agressão entre eles, repatriariam os refugiados políticos e criminosos e apoiar-se-iam mutuamente na supressão de rebeliões. Cada uma das partes acorreria em auxílio da outra em caso de ameaça externa: « E se outro inimigo viesse [contra] a terra de Hati [...] o grande rei do Egito enviará as suas tropas e as suas bigas e chacinará o seu inimigo e restaurará confiança na terra de Hati.»
O texto acaba com um juramento solene perante «mil deuses, deuses masculinos e deuses femininos» das terras do Egito e de Hati, testemunhado pelas «montanhas e rios das terras do Egito, o céu; a terra; o grande mar; os ventos; as nuvens.» Se o tratado fosse violado, aquele que quebrasse juramento seria amaldiçoado pelos deuses que «destruirão a sua casa, a sua terra e os seus servos.» De forma recíproca, aquele que mantivesse os seus votos seria recompensado pelos deuses, que «que o tornarão saudável e o farão viver.»

### Conteúdo
O tratado é considerado um dos tratado de paz entre duas grandes potências mais importantes do antigo Próximo Oriente porque o seu texto exato é conhecido. Dividido em secções, ambas as partes fazem promessas de fraternidade e paz uma à outra em termos dos objetivos. Pode ser visto como um compromisso de paz e aliança, pois ambas as potências dão garantias mútuas de que nenhuma delas invadirá os territórios da outra. Esta provisão assegura que ambas as partes atuarão em harmonia em relação às possessões disputadas na Síria e estabelece de modo efetivo os limites para as pretensões conflituantes.
Uma segunda cláusula promove a aliança ao prever garantias de ajuda, muito provavelmente apoio militar, no caso de alguma das partes ser atacada por uma terceira potência ou por forças internas rebeldes ou insurgentes. Os outros pontos coincidem com os objetivos de Hatusil, que passavam pela ênfase posta pelo monarca hitita em solidificar a legitimidade do seu governo: cada um dos países comprometia-se a extraditar de volta para o país de origem todos os fugitivos políticos. Na versão hitita do tratado, Ramessés II concorda em apoiar a manutenção no trono hitita dos sucessores de Hatusil, contra quaisquer dissidentes. No final da parte sobre a extradição de emigrantes para a sua terra de origem, os dois governantes evocam os respetivos deuses de Hati e do Egito para que sejam testemunhas do seu acordo. A inclusão de deuses é uma característica comum em peças mais importantes de direito internacional, pois só um apelo direto aos deuses poderia garantir os meios adequados para assegurar o cumprimento do tratado. Os deuses não se limitavam a ser meras testemunhas, pois a sua capacidade para garantir a observância do tratado era reforçada pela sua capacidade notável para lançar maldições sobre quem violasse o tratado ou para bendizer os cumpridores.

## Análise e teorias acerca do tratado
Tanto os egiptólogos do passado como os do presente têm debatido qual será a melhor designação do tratado, interpretando-o alguns como um tratado de paz, enquanto outros o encaram como um tratado de aliança entre dois estados hostis.
James Henry Breasted, em 1906, foi uma das primeiras pessoas a compilar documentos históricos do Antigo Egito numa antologia e entendeu o tratado como sendo «não apenas um tratado de aliança, mas também um tratado de paz, e a guerra [as campanhas sírias de Ramessés] continuou evidentemente até que as negociações para o tratado começaram.» Para Breasted os períodos intermédios de conflito foram resolvidos diretamente pela assinatura do tratado e consequentemente este era simultaneamente de aliança e de paz.

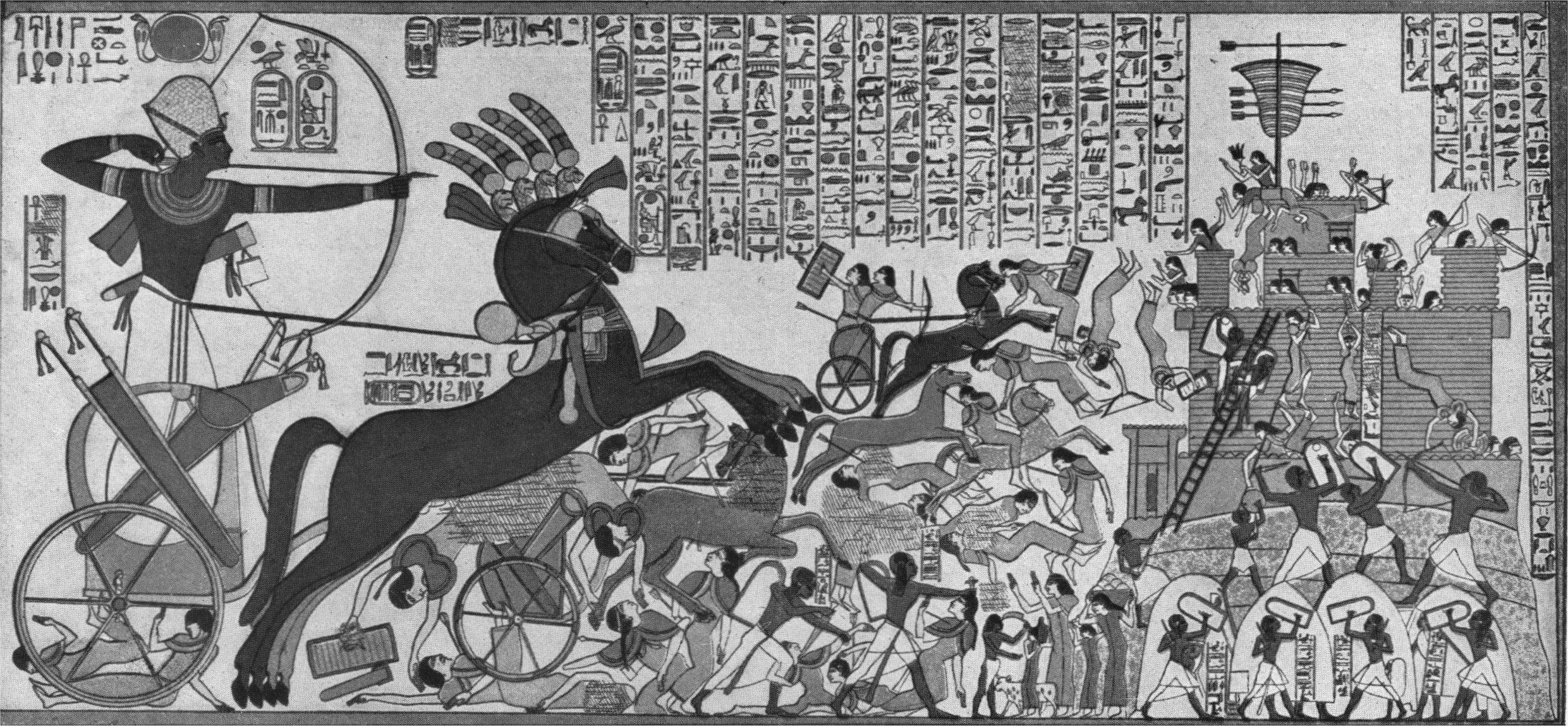
Ramessés II atacando os hititas em Dapur

Entretanto, egiptólogos mais recentes e outros académicos começaram a questionar se o tratado seria mesmo de paz, um debate que foi iniciado cerca de 20 anos depois de Breasted ter publicado as suas conclusões. Alan Gardiner e S. Langdon examinaram as interpretações anteriores e concluíram que os seus predecessores tinha interpretado mal a linha "pedir paz" no texto. Este lapso na linguagem levou os egiptólogos a verem o tratado como o fim de uma guerra e não como algo motivado pela procura de benefícios mútuos que uma aliança entre o Egito e Hati traria a ambos os estados. Trevor Bryce vai mais longe e argumenta que na Idade do Bronze os tratados eram estabelecidos «por razões de conveniência e interesse próprio [..] a preocupação era muito mais o estabelecimento de alianças estratégicas do que a paz em si mesma.»
Outro tema de especulação entre os estudiosos é qual dos dois países teria tomado a iniciativa de tentar iniciar as negociações. Como mencionado antes, Ramessés II tinha perdido parte dos seus territórios na Síria quando retirou para o Egito após a batalha de Cades. Nesse sentido, Hatusil teria estado em vantagem nas negociações tendo em conta os desejos de Ramessés de igualar os sucessos militares de Tutemés III. Até aos anos 1920, os egiptólogos interpretavam a instabilidade do domínio egípcio sobre os territórios que reclamava na Síria como um sinal de que Ramessés se teria aproximado de Hatusil para solicitar uma solução para o problema da Síria. Donald Magnetti argumenta que o dever do faraó de manter a atividade em vida em linha com a ordem divina através da manutenção do maat poderia ser uma razão suficiente para Ramessés procurar alcançar a paz. No entanto, esta hipótese é contestada porque as questões relacionadas com a legitimidade de Hatusil como monarca requeriam o seu reconhecimento pelos outros reis do Próximo Oriente. A debilidade da posição do reinado de Hatusil, tanto internamente como externamente, sugere que foi o líder hitita que procurou fazer a paz. Trevor Bryce interpreta as primeiras linhas do tratado — «Ramessés, amado de Amom, Grande Rei, Rei do Egito, herói, concluiu numa tabuleta de prata com Hatusil, Grande Rei, Rei de Hati, seu irmão» — como um sinal de que foi o governante de Hati que procurou alcançar a paz, pelas grandes vantagens que isso lhe trazia.

## Objetivos

### Objetivos dos egípcios
Considerando a sua relativa posição mais forte em relação a Hatusil, o que esperaria Ramessés alcançar com uma aliança com o seu odiado inimigo hitita? Depois de quinze anos de tentativas frustradas de retomar os seus territórios perdidos na Síria, os historiadores argumentam que Ramessés compreendeu que o seu desejo de igualar os feitos militares de Tutemés III eram irrealizáveis. Segundo essa interpretação, tornou-se cada vez mais importante para Ramessés obter uma vitória internacional através da diplomacia para fundamentar os seus feitos como faraó.

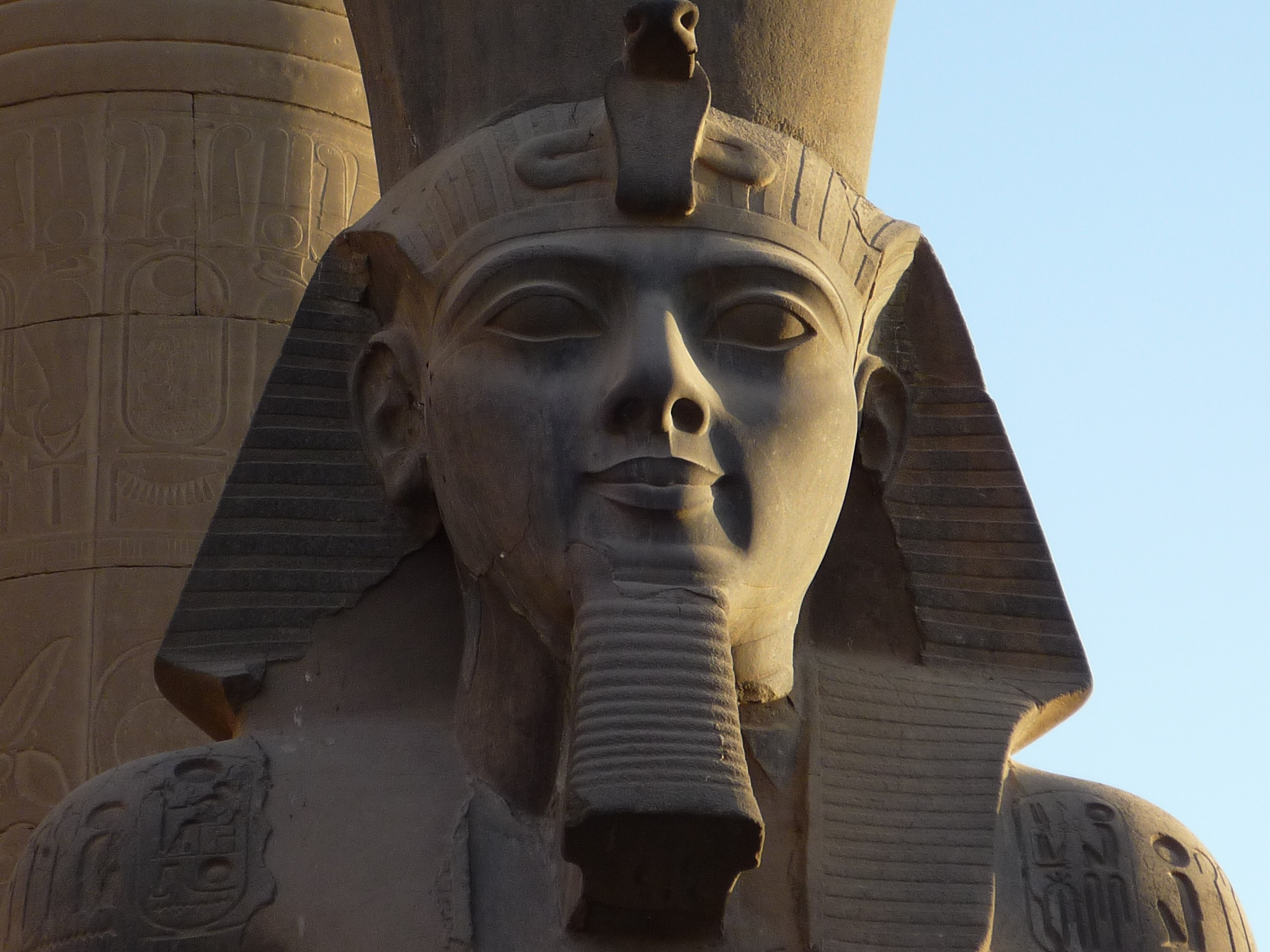
Estátua de Ramessés II em Luxor

As tentativas para reconquistar as terras que os hititas tinham tomado não tinham logrado afetar significativamente o domínio que os hititas tinham sobre a região, o que levou Ramessés a aceitar as suas perdas em troca do reconhecimento do statu quo territorial na Síria e do acesso dos egípcios aos portos em território hitita para fomentar o comércio e da concessão de acessos comerciais a locais a norte tão distantes como Ugarite. O que movia Ramessés a procurar relações amistosas com os hititas eram sobretudo os ganhos financeiros e de segurança que daí advinham. Manter o statu quo na região tornou-se uma prioridade para Ramessés com a emergência do poderio militar dos assírios. Se a Assíria penetrasse na Síria, passaria a constituir uma ameaça militar direta e próxima para o Egito, pelo que era de todo o interesse para os egípcios manter os assírios longe da Síria. Ao aceitar uma aliança com os hititas, estes novos aliados ajudariam a salvaguardar os domínios mútuos na Síria contra a potência emergente.
Outros incentivos ao tratado eram o fim da pressão sobre as finanças das onerosas guerras com Hati e o facto de que o aumento da segurança dos interesses egípcios na Síria dava a Ramessés a oportunidade de clamar a sua "derrota" dos hititas. Como tinha sido Hatusil a aproximar-se de Ramessés, o faraó é representado no Ramesseum recebendo os hititas numa atitude de submissão. Tendo em conta que a linguagem oficial dos tratados desse tempo diferia conforme as partes, Ramessés pôde apresentar os termos do tratado segundo a perspectiva que mais lhe convinha, permitindo que o texto apresentasse uma versão muito idealizada. O aproveitamento do tratado por Ramessés para consolidar um sentimento de supremacia como governante do Egito e as tentativas de apresentar a aliança estratégica como uma vitória pessoal demonstram por que é que Ramessés estaria tão interessado em apoiar a paz com benefícios mútuos. A conclusão das hostilidades abertas entre as duas potências regionais era uma vitória pessoal para o faraó que caminhava para a velhice, e o seu monumento em Abul-Simbel mostra como o faraó tornou claro aos seus súbditos que ele, Ramessés, era o conquistador dos hititas.

### Objetivos dos hititas

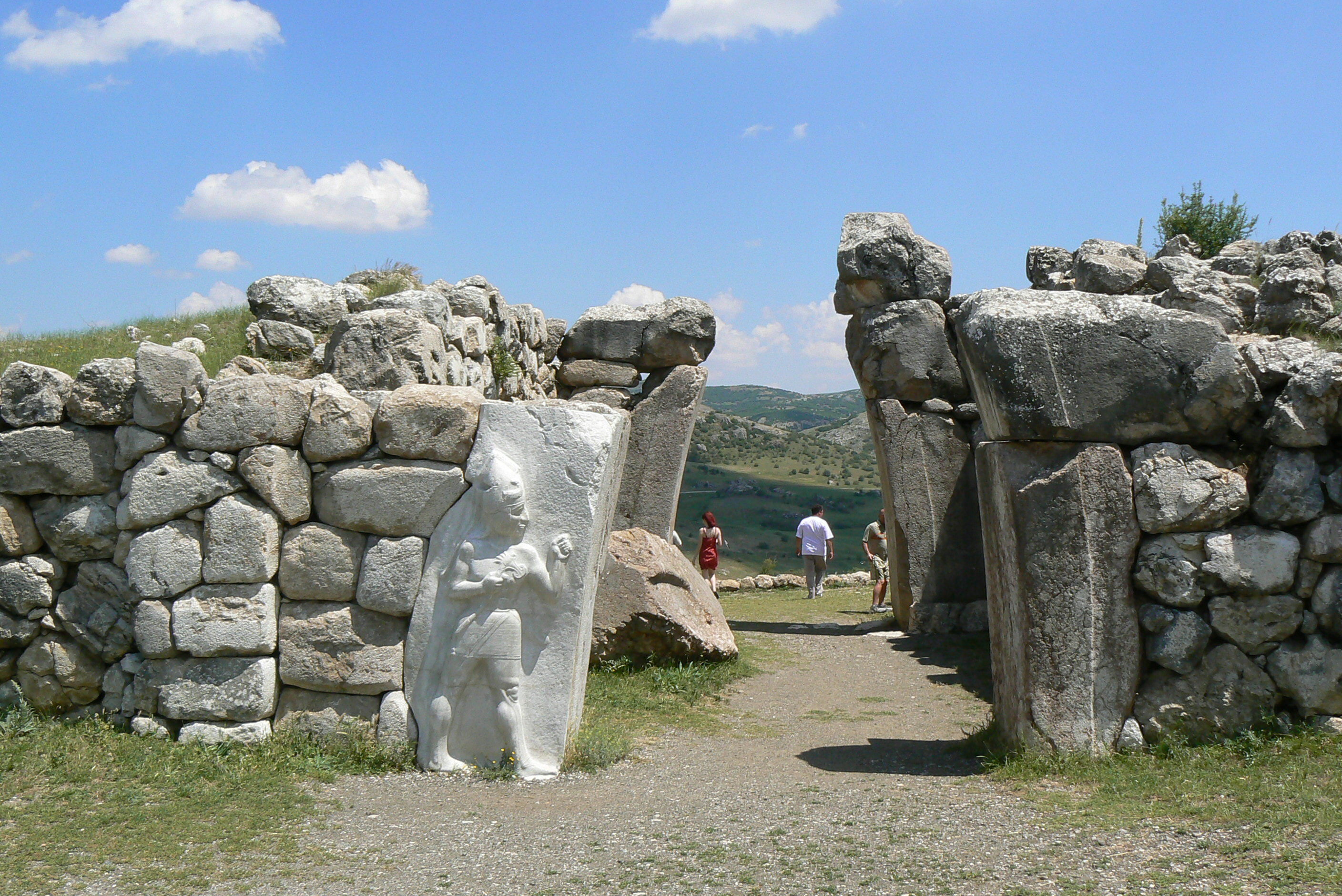
A "Porta do Rei", em Hatusa, a capital hitita

Contrariamente a Ramessés, que detinha grande poder nas relações internacionais, Hatusil III tinha contra si a desvantagem de sua legitimidade como rei dos hititas ser questionada. Apesar de Hatusil ter derrotado o seu sobrinho Uri-Tessube (Mursil III) usurpando-lhe o trono, continuava a ser visto como um usurpador. A determinação de Uri-Tessube em retomar o trono fez com que o império hitita mergulhasse num período de instabilidade tanto internamente como externamente. O sobrinho foi banido depois de um golpe de estado falhado e refugiou-se no Egito. Ramessés II passou então a constituir uma ameaça direta para o reinado de Hatusil por dar asilo ao seu sobrinho e rival. Hatusil compreendeu que só uma aliança com Ramessés poderia evitar que este apoiasse as pretensões do seu sobrinho a retomar o trono hitita. Além disso, Hatusil esperava que o seu reconhecimento como rei por parte de Ramessés levasse a uma reconciliação com os apoiantes hititas de Uri-Tessube como rei legítimo. Ramessés tinha um grande poder entre os governantes do Próximo Oriente e um reconhecimento formal de Hatusil daria a este a tão desejada credibilidade na cena internacional.
A ameaça de um novo golpe por parte de Uri-Tessube preocupava Hatusil de sobremaneira, numa altura em que enfrentava uma ameaça considerável a leste por parte dos assírios. Durante o reinado do seu predecessor, o rei assírio tinha tomado Hanigalbate (Mitani), que tinha sido um estado vassalo dos hititas. Esta agressão tornou mais tensas as relações entre os dois países e, mais importante que isso, os assírios davam sinais de se estarem a colocar em posição para lançarem mais ataques no lado ocidental do rio Eufrates. O perigo de uma invasão assíria foi uma das motivos mais fortes que levou os hititas a negociar com os egípcios. Nos termos do tratado, os egípcios comprometiam-se a juntarem-se aos seus aliados hititas se a Assíria invadisse o território de Hati. Além da ameaça a leste, Hatusil reconhecia a necessidade de fortalecer as suas relações com o vizinho Egito. A competição que tinha existido entre os dois países por causa das terras sírias já não interessava a Hatusil. Segundo Trevor Bryce, o monarca hitita estava satisfeito com as suas possessões na Síria e qualquer expansão das fronteiras hititas para sul era tanto injustificável como indesejável.

## Consequências
Depois de concretizar a tão desejada aliança com Hati, Ramessés pôde então canalizar as suas energias para os projetos de construção domésticos, como a conclusão dos grandes templos de rocha em Abul-Simbel. O melhoramento das relações entre Ramessés e Hatusil, ao dispensar enormes gastos militares, permitiu ao faraó reunir os recursos necessários para a construção de grandes monumentos. Há provas de que no 34º ano do seu reinado o faraó casou com uma princesa hitita, dando continuidade às boas relações entre as duas potências e demonstrando um esforço para a criação de laços familiares com Hati. Este casamento e a inexistência de textos que indiquem deterioração das relações amistosas demonstram que a paz se manteve durante o resto do reinado de Ramessés e duraria até à queda de Hati quase um século depois da assinatura do tratado.